# Abraham ben David
El Rabino Abraham ben David de Posquières (1125-1198) popularmente conocido con el acrónimo RABAD III (basado en las iniciales de su nombre), nació en el sur de Francia unos 20 años antes del nacimiento del gran rabino Maimónides, el Rambam. Abraham ben David fue afortunado, pues su lugar de nacimiento, no estaba lejos de la ciudad de Lunel. Fue allí en Lunel donde se reunió la crema de los rabinos talmudistas, y la Universidad se convirtió en el refugio de los eruditos perseguidos de cada país del Mundo. Muchos creen que Lunel empezó a funcionar como un centro de aprendizaje de la santa Torá, desde la época de la destrucción del segundo Templo de Jerusalén. Dentro de esa esfera de profundas enseñanzas religiosas y místicas, fue donde el Rabino Abraham ben David recibió su educación.
El RABAD no regresó a Posquières hasta que tuvo 40 años, y para entonces, ya había servido como miembro de un tribunal rabínico (Bet Din) en Lunel y en Nimes. Además de su erudición,era conocido por su riqueza y generosa benevoliencia. Apoyó a los estudiantes de la academia rabínica de su comunidad. Además de llevar a cabo buenas obras y dedicarse al ámbito de la educación, tuvo también tiempo para escribir algunos comentarios.
Entre sus escritos se encuentran sus notas, llamadas (hasagot), y un comentario del Mishné Torá de Maimónides, el RAMBAM. Aunque el Rabino Abraham ben David era un crítico muy severo, estaba impulsado principalmente por un estricto seguimiento de la ortodoxia rabínica y talmúdica. El Rabino Abraham temía que la magnífica obra literaria del RAMBAM, el Mishné Torá, la cual relata con gran detalle la ley judía, la Halajá, pudiera reemplazar el estudio del Talmud babilónico. Las personas ciertamente podían sentirse inclinadas a usar el Mishné Torá en lugar de la Tanaj, y por tanto dejarían de estudiar las sagradas escrituras. De todas formas, el tiempo demostró que ambos rabinos contribuyeron mucho al avance del aprendizaje judío.
La riqueza del Rabino Abraham y su lugar en el seno de la comunidad demostraron ser un desafío, ya que el codicioso gobernador de Posquieres encontró la manera de sacar tajada de ello. Logró que el rabino fuera encarcelado, esperando recibir una importante suma monetaria por su liberación. Durante muchos años, el Rabino Abraham estuvo preso entre las cuatro paredes de una antigua prisión francesa. Aunque su mente permaneció activa y fértil en lo referente a los asuntos espirituales. El rabino, no pensaba en su encarcelamiento, ni tampoco podía hacer nada para ser liberado. El codicioso gobernador pronto se olvidó del todo del Rabino Abraham, pero Dios no lo hizo. Algunos años más tarde, siguiendo la orden de un importante noble francés de la corte del rey, el rabino fue finalmente liberado.  
Abraham escribió extensamente hasta su fallecimiento. El rabino redactó comentarios de algunos tomos del Talmud. Algunos autores posteriores lo citaban frecuentemente, entre ellos estaba el notorio Bezalel Ashkenazi. Los alumnos del RABAD, se encuentran entre los grandes del pueblo de Israel (Am Yisroel). Entre ellos cabe señalar a Abraham ben Natán, el autor del Séfer ha-Ezer, y a otros autores. El rabino tenía dos hijos, David e Isaac, este último era conocido como Isaac el ciego, y fue un famoso cabalista.